# محمد الغافری
محمد الغافری (انگلیسی: Mohammed Al-Ghafri؛ زادهٔ ۱۷ مهٔ ۱۹۹۷) بازیکن فوتبال اهل عمان است.
وی همچنین در تیم ملی فوتبال عمان بازی کرده‌است.